# Káto Soúlion
Káto Soúlion (Kato Souli) är en ort i Grekland.   Den ligger i prefekturen Nomarchía Anatolikís Attikís och regionen Attika, i den sydöstra delen av landet, 30 km nordost om huvudstaden Aten. Káto Soúlion ligger 18 meter över havet och antalet invånare är 2 142.
Terrängen runt Káto Soúlion är kuperad åt nordväst, men åt sydost är den platt. Havet är nära Káto Soúlion åt sydost.  Närmaste större samhälle är Marathónas, 5,0 km väster om Káto Soúlion. 